# 因2019冠状病毒病疫情关闭的广东省城市轨道交通车站列表
本條目記述因2019冠狀病毒病疫情關閉的廣東省城市軌道交通車站。

## 深圳市

### 深圳地铁
2022年1月7日，因当地本土疫情影响，深圳地铁2号线莲塘口岸站、仙湖路站、莲塘站暂停运营服务。1月11日，3号线草埔站暂停运营服务。1月21日起，莲塘口岸站、仙湖路站、莲塘站恢复运营。1月26日起，草埔站恢复正常运营。2月3日起，因深圳市发生2022年2月深圳市2019冠状病毒病聚集性疫情，6号线官田站、上屋站暂停运营。

因深圳市发生2022年2－3月深圳市2019冠状病毒病聚集性疫情，2月16日11时40分，2号线红树湾站暂停运营服务。当日19时45分，2号线红树湾站恢复正常运营。2月19日起，5号线杨美站、坂田站暂停运营服务。2月20日起，6号线上屋站、官田站恢复正常运营。2月23日，7号线上沙站、沙尾站及9号线下沙站暂停运营服务。2月24日，1号线香蜜湖站暂停运营服务。2月25日，香蜜湖站恢复运营。3月4日，坂田站恢复运营。3月5日，杨美站恢复正常开放。3月9日，沙尾站、下沙站恢复运营。3月13日，深圳市新型冠状病毒肺炎疫情防控指挥部发布公告称，自3月14日起，深圳全市地铁一律停运，暂时关闭至3月20日。3月18日，已实现社会面动态清零的盐田、坪山、光明、大鹏、深汕五区的公交、地铁恢复运营，其中深圳地铁6号线长圳站至薯田埔站区段、8号线沙头角站至盐田路站区段恢复有限度运营。3月21日，除封控区、管控区的公交站、地铁站外，深圳全市公交、地铁全面恢复运行，其中6号线上芬站、7号线上沙站和沙尾站、9号线下沙站暂不开放。3月28日起，7号线上沙站、沙尾站及9号线下沙站恢复正常运营。4月1日起，6号线上芬站恢复运营。
因深圳市发生2022年6月深圳市2019冠状病毒病聚集性疫情，6月25日，1号线华强路站，1号线、10号线岗厦站，2号线岗厦北站，7号线华强南站、赤尾站暂停运营，双方向列车不停站通过。7月3日，岗厦站、岗厦北站、华强南站、赤尾站恢复正常运营。7月22日，7号线笋岗站暂停运营。7月23日，1号线后瑞站、7号线沙尾站暂停运营。7月25日，9号线下沙站暂停运营。7月27日，3号线、7号线石厦站、10号线双拥街站暂停运营。7月29日下午16时 ，笋岗站恢复正常运营。7月30日，后瑞站恢复正常运营。8月2日，石厦站、下沙站恢复正常运营。8月4日，沙尾站恢复正常运营。8月6日上午9时，双拥街站恢复正常运营。
因深圳市发生2022年8－9月深圳市2019冠状病毒病聚集性疫情，8月20日，11号线沙井站暂停运营。8月20日上午10时，1号线、5号线宝安中心站暂停运营。8月22日，宝安中心站恢复运营。8月27日，沙井站恢复运营。8月29日，1号线国贸站、1号线华强路站、1、2号线大剧院站、1、6号线科学馆站、2号线湖贝站、2号线燕南站、2、7号线华强北站、3、6号线通新岭站、3、7号线华新站、3、9号线红岭站、6号线体育中心站、6、7号线八卦岭站、7号线黄木岗站、7号线华强南站、7号线赤尾站、7号线笋岗站、7号线洪湖站、7、9号线红岭北站、9号线园岭站、9号线红岭南站、9号线文锦站、9号线向西村站、9号线人民南站、9号线鹿丹村站将暂停运营。8月29日22时，3号线木棉湾站、大芬站及5号线长龙站、百鸽笼站暂停运营。8月30日12时，3、5号线布吉站暂停运营，仅保留站内换乘功能，大剧院站、科学馆站、华强北站、通新岭站、华新站、红岭站、八卦岭站、红岭北站恢复站内换乘功能。8月31日10时，8号线沙头角站、海山站、盐田港西站暂停运营。8月31日22时30分，5号线上水径站、下水径站及10号线甘坑站、凉帽山站暂停运营。9月2日，3号线福保站、10号线福田口岸站、4号线清湖站暂停运营，国贸站、华强路站、科学馆站、湖贝站、燕南站、华强北站、通新岭站、华新站、红岭站、体育中心站、八卦岭站、黄木岗站、笋岗站、洪湖站、红岭北站、园岭站、文锦站、向西村站、人民南站恢复运营。9月2日12时，3号线益田站、3、7号线石厦站暂停运营服务。9月2日晚上，港铁（深圳）宣布：9月3日0时至9月4日24时，4号线全线暂停运营服务。深圳地铁集团随后宣布，9月3日0时至9月4日24时，6号线长圳站至薯田埔站区段各站（含长圳站、薯田埔站）及8号线深外高中站、盐田路站实施有限度运营，运营服务时间为早上8点至晚上21点，行车间隔约30分钟，其它线路及6、8号线其它区段各站停止运营服务。9月5日凌晨，除1号线罗湖站、华强路站、1、3号线老街站、1、6号线科学馆站、1、10号线岗厦站、2号线东角头站、湾厦站、海月站、莲花西站、湖贝站、2、9号线景田站、3号线福保站、益田站、晒布站、六约站、塘坑站、横岗站、3、7号线石厦站、3、10号线莲花村站、4号线清湖站、龙华站、上塘站、白石龙站、民乐站、莲花北站、4、6号线红山站、4、7、10号线福民站、4、10号线福田口岸站、5号线民治站、6号线上芬站、梅林关站、7号线赤尾站、华强南站、皇岗口岸站、皇岗村站、8号线沙头角站、9号线香梅站、10号线冬瓜岭站暂停运营，相关换乘站仅保留换乘功能外，其他站点恢复运营。9月7日，9号线梅景站暂停运营服务，老街站、莲花西站、景田站、晒布站、六约站、塘坑站、横岗站、莲花北站、莲花村站、沙头角站、香梅站、冬瓜岭站恢复运营，出入口正常开放。9月8日，罗湖站、湖贝站、东角头站、湾厦站、海月站、福保站、益田站、石厦站、清湖站、龙华站、上塘站、白石龙站、民乐站、民治站、梅林关站、上芬站、红山站及福田口岸站（10号线部分）恢复运营。9月9日，科学馆站恢复运营。9月10日，岗厦站、皇岗口岸站、皇岗村站、福民站、福田口岸站（4号线部分）恢复运营。9月12日，华强路站、赤尾站、华强南站恢复运营。9月16日11时，梅景站恢复运营。9月26日22时，7号线沙尾站暂停运营。
| 轨道交通车站           | 线路                  | 暂停运营時間 | 恢复运营時間                                                                                      |
| ---------------------- | --------------------- | --- | ------------------------------------------------------------------------------------------------- |
| 莲塘口岸站             | █2号线                | 2022年1月7日（第一次） 2022年3月14日（第二次） 2022年9月3日（第三次）                                                      | 2022年1月21日（第一次） 2022年3月21日（第二次） 2022年9月5日（第三次）                            |
| 仙湖路站               | █2号线                | 2022年1月7日（第一次） 2022年3月14日（第二次） 2022年9月3日（第三次）                                                      | 2022年1月21日（第一次） 2022年3月21日（第二次） 2022年9月5日（第三次）                            |
| 莲塘站                 | █2号线 █8号线         | 2022年1月7日（第一次） 2022年3月14日（第二次） 2022年9月3日（第三次）                                                      | 2022年1月21日（第一次） 2022年3月21日（第二次） 2022年9月5日（第三次）                            |
| 草埔站                 | █3号线                | 2022年1月11日（第一次） 2022年3月14日（第二次） 2022年9月3日（第三次）                                                     | 2022年1月26日（第一次） 2022年3月21日（第二次） 2022年9月5日（第三次）                            |
| 官田站                 | █6号线                | 2022年2月3日（第一次） 2022年3月14日（第二次） 2022年9月3日（第三次）                                                      | 2022年2月20日（第一次） 2022年3月21日（第二次） 2022年9月5日（第三次）                            |
| 上屋站                 | █6号线                | 2022年2月3日（第一次） 2022年3月14日（第二次） 2022年9月3日（第三次）                                                      | 2022年2月20日（第一次） 2022年3月21日（第二次） 2022年9月5日（第三次）                            |
| 红树湾站               | █2号线                | 2022年2月16日11时40分（第一次） 2022年3月14日（第二次） 2022年9月3日（第三次）                                             | 2022年2月16日19时45分（第一次） 2022年3月21日（第二次） 2022年9月5日（第三次）                    |
| 杨美站                 | █5号线                | 2022年2月19日（第一次） 2022年3月14日（第二次） 2022年9月3日（第三次）                                                     | 2022年3月5日（第一次） 2022年3月21日（第二次） 2022年9月5日（第三次）                             |
| 坂田站                 | █5号线                | 2022年2月19日（第一次） 2022年3月14日（第二次） 2022年9月3日（第三次）                                                     | 2022年3月4日（第一次） 2022年3月21日（第二次） 2022年9月5日（第三次）                             |
| 上沙站                 | █7号线                | 2022年2月23日（第一次） 2022年9月3日（第二次）                                                                             | 2022年3月28日（第一次） 2022年9月5日（第二次）                                                    |
| 沙尾站                 | █7号线                | 2022年2月23日（第一次） 2022年3月14日（第二次） 2022年7月23日（第三次） 2022年9月3日（第四次） 2022年9月26日22时（第五次） | 2022年3月9日（第一次） 2022年3月28日（第二次） 2022年8月4日（第三次） 2022年9月5日（第四次）      |
| 下沙站                 | █9号线                | 2022年2月23日（第一次） 2022年3月14日（第二次） 2022年7月25日（第三次） 2022年9月3日（第四次）                             | 2022年3月9日（第一次） 2022年3月28日（第二次） 2022年8月2日（第三次） 2022年9月5日（第四次）      |
| 香蜜湖站               | █1号线                | 2022年2月24日（第一次） 2022年3月14日（第二次） 2022年9月3日（第三次）                                                     | 2022年2月25日（第一次） 2022年3月21日（第二次） 2022年9月5日（第三次）                            |
| 上芬站                 | █6号线                | 2022年3月14日（第一次） 2022年9月3日（第二次）                                                                             | 2022年4月1日（第一次） 2022年9月8日（第二次）                                                     |
| 华强路站               | █1号线                | 2022年3月14日（第一次） 2022年6月25日（第二次） 2022年8月29日（第三次） 2022年9月3日（第四次）                             | 2022年3月21日（第一次） 2022年7月3日（第二次） 2022年9月2日（第三次） 2022年9月12日（第四次）     |
| 岗厦站                 | █1号线 █10号线        | 2022年3月14日（第一次） 2022年6月25日（第二次） 2022年9月3日（第三次）                                                     | 2022年3月14日（第一次） 2022年7月3日（第二次） 2022年9月10日（第三次）                            |
| 岗厦北站               | █2号线                | 2022年3月14日（第一次） 2022年6月25日（第二次） 2022年9月3日（第三次）                                                     | 2022年3月14日（第一次） 2022年7月3日（第二次） 2022年9月5日（第三次）                             |
| 华强南站               | █7号线                | 2022年3月14日（第一次） 2022年6月25日（第二次） 2022年8月29日（第三次）                                                    | 2022年3月14日（第一次） 2022年7月3日（第二次） 2022年9月12日（第三次）                            |
| 赤尾站                 | █7号线                | 2022年3月14日（第一次） 2022年6月25日（第二次） 2022年8月29日（第三次）                                                    | 2022年3月14日（第一次） 2022年7月3日（第二次） 2022年9月12日（第三次）                            |
| 笋岗站                 | █7号线                | 2022年3月14日（第一次） 2022年7月22日（第二次） 2022年8月29日（第三次） 2022年9月3日（第四次）                             | 2022年3月21日（第一次） 2022年7月29日16时（第二次） 2022年9月2日（第三次） 2022年9月5日（第四次） |
| 后瑞站                 | █1号线                | 2022年3月14日（第一次） 2022年7月23日（第二次） 2022年9月3日（第三次）                                                     | 2022年3月21日（第一次） 2022年7月30日（第二次） 2022年9月5日（第三次）                            |
| 石厦站                 | █3号线 █7号线         | 2022年3月14日（第一次） 2022年7月27日（第二次） 2022年9月3日（第三次）                                                     | 2022年3月21日（第一次） 2022年8月2日（第二次） 2022年9月8日（第三次）                             |
| 双拥街站               | █10号线               | 2022年3月14日（第一次） 2022年7月27日11时（第二次） 2022年9月3日（第三次）                                                 | 2022年3月21日（第一次） 2022年8月6日9时（第二次） 2022年9月5日（第三次）                          |
| 沙井站                 | █11号线               | 2022年3月14日（第一次） 2022年8月20日（第二次） 2022年9月3日（第三次）                                                     | 2022年3月21日（第一次） 2022年8月27日（第二次） 2022年9月5日（第三次）                            |
| 宝安中心站             | █1号线 █5号线         | 2022年3月14日（第一次） 2022年8月20日10时（第二次） 2022年9月3日（第三次）                                                 | 2022年3月21日（第一次） 2022年8月22日（第二次） 2022年9月5日（第三次）                            |
| 国贸站                 | █1号线                | 2022年3月14日（第一次） 2022年8月29日（第二次） 2022年9月3日（第三次）                                                     | 2022年3月21日（第一次） 2022年9月2日（第二次） 2022年9月5日（第三次）                             |
| 大剧院站               | █1号线 █2号线         | 2022年3月14日（第一次） 2022年8月29日（第二次）                                                                            | 2022年3月21日（第一次） 2022年9月5日（第二次）                                                    |
| 科学馆站               | █1号线 █6号线         | 2022年3月14日（第一次） 2022年8月29日（第二次） 2022年9月3日（第三次）                                                     | 2022年3月21日（第一次） 2022年9月2日（第二次） 2022年9月9日（第二次）                             |
| 湖贝站                 | █2号线                | 2022年3月14日（第一次） 2022年8月29日（第二次） 2022年9月3日（第三次）                                                     | 2022年3月21日（第一次） 2022年9月2日（第二次） 2022年9月8日（第二次）                             |
| 燕南站                 | █2号线                | 2022年3月14日（第一次） 2022年8月29日（第二次） 2022年9月3日（第三次）                                                     | 2022年3月21日（第一次） 2022年9月2日（第二次） 2022年9月5日（第三次）                             |
| 华强北站               | █2号线 █7号线         | 2022年3月14日（第一次） 2022年8月29日（第二次） 2022年9月3日（第三次）                                                     | 2022年3月21日（第一次） 2022年9月2日（第二次） 2022年9月5日（第三次）                             |
| 通新岭站               | █3号线 █6号线         | 2022年3月14日（第一次） 2022年8月29日（第二次） 2022年9月3日（第三次）                                                     | 2022年3月21日（第一次） 2022年9月2日（第二次） 2022年9月5日（第三次）                             |
| 华新站                 | █3号线 █7号线         | 2022年3月14日（第一次） 2022年8月29日（第二次） 2022年9月3日（第三次）                                                     | 2022年3月21日（第一次） 2022年9月2日（第二次） 2022年9月5日（第三次）                             |
| 红岭站                 | █3号线 █9号线         | 2022年3月14日（第一次） 2022年8月29日（第二次） 2022年9月3日（第三次）                                                     | 2022年3月21日（第一次） 2022年9月2日（第二次） 2022年9月5日（第三次）                             |
| 体育中心站             | █6号线                | 2022年3月14日（第一次） 2022年8月29日（第二次） 2022年9月3日（第三次）                                                     | 2022年3月21日（第一次） 2022年9月2日（第二次） 2022年9月5日（第三次）                             |
| 八卦岭站               | █6号线 █7号线         | 2022年3月14日（第一次） 2022年8月29日（第二次） 2022年9月3日（第三次）                                                     | 2022年3月21日（第一次） 2022年9月2日（第二次） 2022年9月5日（第三次）                             |
| 黄木岗站               | █7号线                | 2022年3月14日（第一次） 2022年8月29日（第二次） 2022年9月3日（第三次）                                                     | 2022年3月21日（第一次） 2022年9月2日（第二次） 2022年9月5日（第三次）                             |
| 洪湖站                 | █7号线                | 2022年3月14日（第一次） 2022年8月29日（第二次） 2022年9月3日（第三次）                                                     | 2022年3月21日（第一次） 2022年9月2日（第二次） 2022年9月5日（第三次）                             |
| 红岭北站               | █7号线 █9号线         | 2022年3月14日（第一次） 2022年8月29日（第二次） 2022年9月3日（第三次）                                                     | 2022年3月21日（第一次） 2022年9月2日（第二次） 2022年9月5日（第三次）                             |
| 园岭站                 | █9号线                | 2022年3月14日（第一次） 2022年8月29日（第二次） 2022年9月3日（第三次）                                                     | 2022年3月21日（第一次） 2022年9月2日（第二次） 2022年9月5日（第三次）                             |
| 红岭南站               | █9号线                | 2022年3月14日（第一次） 2022年8月29日（第二次）                                                                            | 2022年3月21日（第一次） 2022年9月5日（第二次）                                                    |
| 文锦站                 | █9号线                | 2022年3月14日（第一次） 2022年8月29日（第二次） 2022年9月3日（第三次）                                                     | 2022年3月21日（第一次） 2022年9月2日（第二次） 2022年9月5日（第三次）                             |
| 向西村站               | █9号线                | 2022年3月14日（第一次） 2022年8月29日（第二次） 2022年9月3日（第三次）                                                     | 2022年3月21日（第一次） 2022年9月2日（第二次） 2022年9月5日（第三次）                             |
| 人民南站               | █9号线                | 2022年3月14日（第一次） 2022年8月29日（第二次） 2022年9月3日（第三次）                                                     | 2022年3月21日（第一次） 2022年9月2日（第二次） 2022年9月5日（第三次）                             |
| 鹿丹村站               | █9号线                | 2022年3月14日（第一次） 2022年8月29日（第二次）                                                                            | 2022年3月21日（第一次） 2022年9月5日（第二次）                                                    |
| 木棉湾站               | █3号线                | 2022年3月14日（第一次） 2022年8月29日22时（第二次）                                                                        | 2022年3月21日（第一次） 2022年9月5日（第二次）                                                    |
| 大芬站                 | █3号线                | 2022年3月14日（第一次） 2022年8月29日22时（第二次）                                                                        | 2022年3月21日（第一次） 2022年9月5日（第二次）                                                    |
| 长龙站                 | █5号线                | 2022年3月14日（第一次） 2022年8月29日22时（第二次）                                                                        | 2022年3月21日（第一次） 2022年9月5日（第二次）                                                    |
| 百鸽笼站               | █5号线                | 2022年3月14日（第一次） 2022年8月29日22时（第二次）                                                                        | 2022年3月21日（第一次） 2022年9月5日（第二次）                                                    |
| 布吉站                 | █3号线 █5号线         | 2022年3月14日（第一次） 2022年8月30日12时（第二次）                                                                        | 2022年3月21日（第一次） 2022年9月5日（第二次）                                                    |
| 沙头角站               | █8号线                | 2022年3月14日（第一次） 2022年8月31日10时（第二次）                                                                        | 2022年3月21日（第一次） 2022年9月7日（第二次）                                                    |
| 海山站                 | █8号线                | 2022年3月14日（第一次） 2022年8月31日10时（第二次）                                                                        | 2022年3月21日（第一次） 2022年9月5日（第二次）                                                    |
| 盐田港西站             | █8号线                | 2022年3月14日（第一次） 2022年8月31日10时（第二次）                                                                        | 2022年3月21日（第一次） 2022年9月5日（第二次）                                                    |
| 上水径站               | █5号线                | 2022年3月14日（第一次） 2022年8月31日22时30分（第二次）                                                                    | 2022年3月21日（第一次） 2022年9月5日（第二次）                                                    |
| 下水径站               | █5号线                | 2022年3月14日（第一次） 2022年8月31日22时30分（第二次）                                                                    | 2022年3月21日（第一次） 2022年9月5日（第二次）                                                    |
| 甘坑站                 | █10号线               | 2022年3月14日（第一次） 2022年8月31日22时30分（第二次）                                                                    | 2022年3月21日（第一次） 2022年9月5日（第二次）                                                    |
| 凉帽山站               | █10号线               | 2022年3月14日（第一次） 2022年8月31日22时30分（第二次）                                                                    | 2022年3月21日（第一次） 2022年9月5日（第二次）                                                    |
| 福保站                 | █3号线                | 2022年3月14日（第一次） 2022年9月2日（第二次）                                                                             | 2022年3月21日（第一次） 2022年9月8日（第二次）                                                    |
| 清湖站                 | █4号线                | 2022年3月14日（第一次） 2022年9月2日（第二次）                                                                             | 2022年3月21日（第一次） 2022年9月8日（第二次）                                                    |
| 福田口岸站             | █10号线               | 2022年3月14日（第一次） 2022年9月2日（第二次）                                                                             | 2022年3月21日（第一次） 2022年9月8日（第二次）                                                    |
| 益田站                 | █3号线                | 2022年3月14日（第一次） 2022年9月2日12时（第二次）                                                                         | 2022年3月21日（第一次） 2022年9月8日（第二次）                                                    |
| 石厦站                 | █3号线 █7号线         | 2022年3月14日（第一次） 2022年9月2日12时（第二次）                                                                         | 2022年3月21日（第一次） 2022年9月8日（第二次）                                                    |
| 罗湖站                 | █1号线                | 2022年3月14日（第一次） 2022年9月3日（第二次）                                                                             | 2022年3月21日（第一次） 2022年9月8日（第二次）                                                    |
| 老街站                 | █1号线 █3号线         | 2022年3月14日（第一次） 2022年9月3日（第二次）                                                                             | 2022年3月21日（第一次） 2022年9月7日（第二次）                                                    |
| 东角头站               | █2号线                | 2022年3月14日（第一次） 2022年9月3日（第二次）                                                                             | 2022年3月21日（第一次） 2022年9月8日（第二次）                                                    |
| 湾厦站                 | █2号线                | 2022年3月14日（第一次） 2022年9月3日（第二次）                                                                             | 2022年3月21日（第一次） 2022年9月8日（第二次）                                                    |
| 海月站                 | █2号线                | 2022年3月14日（第一次） 2022年9月3日（第二次）                                                                             | 2022年3月21日（第一次） 2022年9月8日（第二次）                                                    |
| 莲花西站               | █2号线                | 2022年3月14日（第一次） 2022年9月3日（第二次）                                                                             | 2022年3月21日（第一次） 2022年9月7日（第二次）                                                    |
| 湖贝站                 | █2号线                | 2022年3月14日（第一次） 2022年9月3日（第二次）                                                                             | 2022年3月21日（第一次） 2022年9月8日（第二次）                                                    |
| 景田站                 | █2号线 █9号线         | 2022年3月14日（第一次） 2022年9月3日（第二次）                                                                             | 2022年3月21日（第一次） 2022年9月7日（第二次）                                                    |
| 晒布站                 | █3号线                | 2022年3月14日（第一次） 2022年9月3日（第二次）                                                                             | 2022年3月21日（第一次） 2022年9月7日（第二次）                                                    |
| 六约站                 | █3号线                | 2022年3月14日（第一次） 2022年9月3日（第二次）                                                                             | 2022年3月21日（第一次） 2022年9月7日（第二次）                                                    |
| 塘坑站                 | █3号线                | 2022年3月14日（第一次） 2022年9月3日（第二次）                                                                             | 2022年3月21日（第一次） 2022年9月7日（第二次）                                                    |
| 横岗站                 | █3号线                | 2022年3月14日（第一次） 2022年9月3日（第二次）                                                                             | 2022年3月21日（第一次） 2022年9月7日（第二次）                                                    |
| 莲花村站               | █3号线 █10号线        | 2022年3月14日（第一次） 2022年9月3日（第二次）                                                                             | 2022年3月21日（第一次） 2022年9月7日（第二次）                                                    |
| 龙华站                 | █4号线                | 2022年3月14日（第一次） 2022年9月3日（第二次）                                                                             | 2022年3月21日（第一次） 2022年9月8日（第二次）                                                    |
| 上塘站                 | █4号线                | 2022年3月14日（第一次） 2022年9月3日（第二次）                                                                             | 2022年3月21日（第一次） 2022年9月8日（第二次）                                                    |
| 白石龙站               | █4号线                | 2022年3月14日（第一次） 2022年9月3日（第二次）                                                                             | 2022年3月21日（第一次） 2022年9月8日（第二次）                                                    |
| 民乐站                 | █4号线                | 2022年3月14日（第一次） 2022年9月3日（第二次）                                                                             | 2022年3月21日（第一次） 2022年9月8日（第二次）                                                    |
| 莲花北站               | █4号线                | 2022年3月14日（第一次） 2022年9月3日（第二次）                                                                             | 2022年3月21日（第一次） 2022年9月7日（第二次）                                                    |
| 福田口岸站             | █4号线                | 2022年3月14日（第一次） 2022年9月3日（第二次）                                                                             | 2022年3月21日（第一次） 2022年9月10日（第二次）                                                   |
| 红山站                 | █4号线 █6号线         | 2022年3月14日（第一次） 2022年9月3日（第二次）                                                                             | 2022年3月21日（第一次） 2022年9月8日（第二次）                                                    |
| 福民站                 | █4号线 █7号线 █10号线 | 2022年3月14日（第一次） 2022年9月3日（第二次）                                                                             | 2022年3月21日（第一次） 2022年9月10日（第二次）                                                   |
| 民治站                 | █5号线                | 2022年3月14日（第一次） 2022年9月3日（第二次）                                                                             | 2022年3月21日（第一次） 2022年9月8日（第二次）                                                    |
| 梅林关站               | █6号线                | 2022年3月14日（第一次） 2022年9月3日（第二次）                                                                             | 2022年3月21日（第一次） 2022年9月8日（第二次）                                                    |
| 皇岗口岸站             | █7号线                | 2022年3月14日（第一次） 2022年9月3日（第二次）                                                                             | 2022年3月21日（第一次） 2022年9月10日（第二次）                                                   |
| 皇岗村站               | █7号线                | 2022年3月14日（第一次） 2022年9月3日（第二次）                                                                             | 2022年3月21日（第一次） 2022年9月10日（第二次）                                                   |
| 香梅站                 | █9号线                | 2022年3月14日（第一次） 2022年9月3日（第二次）                                                                             | 2022年3月21日（第一次） 2022年9月7日（第二次）                                                    |
| 冬瓜岭站               | █10号线               | 2022年3月14日（第一次） 2022年9月3日（第二次）                                                                             | 2022年3月21日（第一次） 2022年9月7日（第二次）                                                    |
| 梅景站                 | █9号线                | 2022年3月14日（第一次） 2022年9月3日（第二次） 2022年9月7日（第三次）                                                      | 2022年3月21日（第一次） 2022年9月5日（第二次） 2022年9月16日11时（第三次）                        |
| （除上表外的全部车站） | （全路网）            | 2022年3月14日（第一次） 2022年9月3日（第二次）                                                                             | 2022年3月21日（第一次） 2022年9月5日（第二次）                                                    |

### 深圳有轨电车
2022年3月13日，深圳市新型冠状病毒肺炎疫情防控指挥部发布公告称，自3月14日起，深圳全市公共交通一律停运，暂时关闭至3月20日，包括有轨电车。9月2日，深圳有轨电车清湖站、清龙站、清湖学校站暂停运营。9月3日，因龙华区宣布全区公交、地铁停运，深圳有轨电车全线暂停运营。9月5日，除清湖站、清龙站、清湖学校站暂停运营服务外，深圳有轨电车其余站点恢复运营。9月8日，深圳有轨电车全线恢复运营。
| 轨道交通车站 | 暂停运营時間                                   | 恢复运营時間                                   |
| ------------ | ---------------------------------------------- | ---------------------------------------------- |
| 清湖站       | 2022年3月14日（第一次） 2022年9月2日（第二次） | 2022年3月21日（第一次） 2022年9月8日（第二次） |
| 清龙站       | 2022年3月14日（第一次） 2022年9月2日（第二次） | 2022年3月21日（第一次） 2022年9月8日（第二次） |
| 清湖学校站   | 2022年3月14日（第一次） 2022年9月2日（第二次） | 2022年3月21日（第一次） 2022年9月8日（第二次） |
| 梅龙北站     | 2022年3月14日（第一次） 2022年9月3日（第二次） | 2022年3月21日（第一次） 2022年9月5日（第二次） |
| 碧澜站       | 2022年3月14日（第一次） 2022年9月3日（第二次） | 2022年3月21日（第一次） 2022年9月5日（第二次） |
| 文澜站       | 2022年3月14日（第一次） 2022年9月3日（第二次） | 2022年3月21日（第一次） 2022年9月5日（第二次） |
| 世纪广场站   | 2022年3月14日（第一次） 2022年9月3日（第二次） | 2022年3月21日（第一次） 2022年9月5日（第二次） |
| 锦鲤站       | 2022年3月14日（第一次） 2022年9月3日（第二次） | 2022年3月21日（第一次） 2022年9月5日（第二次） |
| 河西站       | 2022年3月14日（第一次） 2022年9月3日（第二次） | 2022年3月21日（第一次） 2022年9月5日（第二次） |
| 观城站       | 2022年3月14日（第一次） 2022年9月3日（第二次） | 2022年3月21日（第一次） 2022年9月5日（第二次） |
| 大布头站     | 2022年3月14日（第一次） 2022年9月3日（第二次） | 2022年3月21日（第一次） 2022年9月5日（第二次） |
| 河东站       | 2022年3月14日（第一次） 2022年9月3日（第二次） | 2022年3月21日（第一次） 2022年9月5日（第二次） |
| 石角头站     | 2022年3月14日（第一次） 2022年9月3日（第二次） | 2022年3月21日（第一次） 2022年9月5日（第二次） |
| 新澜站       | 2022年3月14日（第一次） 2022年9月3日（第二次） | 2022年3月21日（第一次） 2022年9月5日（第二次） |
| 东庵站       | 2022年3月14日（第一次） 2022年9月3日（第二次） | 2022年3月21日（第一次） 2022年9月5日（第二次） |
| 高新区西站   | 2022年3月14日（第一次） 2022年9月3日（第二次） | 2022年3月21日（第一次） 2022年9月5日（第二次） |
| 高新区站     | 2022年3月14日（第一次） 2022年9月3日（第二次） | 2022年3月21日（第一次） 2022年9月5日（第二次） |
| 高新区东站   | 2022年3月14日（第一次） 2022年9月3日（第二次） | 2022年3月21日（第一次） 2022年9月5日（第二次） |
| 下围站       | 2022年3月14日（第一次） 2022年9月3日（第二次） | 2022年3月21日（第一次） 2022年9月5日（第二次） |
| 大和站       | 2022年3月14日（第一次） 2022年9月3日（第二次） | 2022年3月21日（第一次） 2022年9月5日（第二次） |

## 广州市

### 广州地铁
2021年5月29日，因应广州市发生本土疫情，广州地铁2号线南浦站暂停运营，至5月31日8时恢复服务。5月29日起，地铁1号线西塱与坑口站、广佛线龙溪、菊樹、西塱、鹤洞和沙涌站的所有出入口实行“只出不进”措施。6月2日21时起，广佛线鹤洞站、菊树站暂停运营。2021年6月5日，该市南沙区发布通告，称自该日14时起，全区包括地铁在内的多种交通方式全部暂停运营，18時起地鐵車站改為只出不進，6月7日恢复正常运营。6月7日起，西塱站、坑口站、花地湾站、芳村站、龙溪站、沙涌站、滘口站暂停运营。6月24日16时起，广佛线龙溪、菊树、西塱、鹤洞、沙涌站，1号线西塱、坑口、花地湾、芳村站，5号线滘口站全部恢复正常运营。
12月4日11时45分起，因白云区均禾街文星酒店列为中风险地区，小坪站、石潭站暂停运营，至12月6日恢复运营。
2022年2月6日12時起，因广西百色疫情传播链蔓延至广州，百色传播链上广州唯一一例本土确诊患者居住地在大石街道内，故防范区内的大石站停止服務，2月10日9时40分起恢复服务。
因白云区棠景街道聚集性疫情爆发，且白云区三元里大道1008号鸿盈汇大厦被列为中风险地区，自4月9日运营时间起，广州地铁二号线三元里、飞翔公园、白云公园、白云文化广场，八号线上步、聚龙、石潭、小坪，共8个站点停止对外服务、列车不停站运行。八号线终点站为聚龙的短线列车调整为同德。4月11日14時起，2号线江夏站停止对外服務。4月12日起，3号线的大塘站停止对外服务，列车不停站运行；3号线及广佛线的沥滘站、2号线及广佛线的南洲站停止进出站服务，仅保留站内换乘功能。4月13日10:00起，8号线石井站停止对外服务。4月13日12:00起，3号线人和站停止对外服务。4月15日20:00起，8号线鹅掌坦站和同德站停止对外服务。4月18日起，恢复地铁二号线南洲站，三号线大塘、沥滘站，广佛线南洲、沥滘站正常运营服务（另根据白云区防范区疫情情况，4月18日起同步恢复地铁二号线白云文化广场、白云公园、飞翔公园站的正常运营服务）。4月20日15时起，地铁二号线三元里站恢复对外运营服务，该站C1口继续关闭，其他出入口均恢复对外服务；地铁七号线员岗站所有出入口恢复对外服务。4月23日10时起，地铁八号线鹅掌坦、上步、聚龙、石井、小坪、石潭，二号线三元里站C1口恢复正常运营服务。4月24日首班车起，三号线人和站，二号线江夏站恢复正常运营服务。4月25日10时起，地铁八号线同德站恢复正常运营服务（A出入口继续关闭至26日10时）。
因白云机场出现聚集性疫情，4月28日6:31起，廣州地鐵3號線機場南站停止對外服務，7:30起，3號線機場北站B口封閉。15:10起，廣州地鐵3號線機場南站恢復正常運營服務，機場北站B口恢復通行。20:00起，廣州地鐵3號線人和站停止對外服務，3號線及9號線的轉乘站高增站僅保留站內換乘功能，機場北站B口暫停服務（直到6月24日才恢复正常服务）。5月2日9:40起，二号线黄边站、三号线白云大道北站停止对外服务。11:30起，三号线机场南站停止对外服务。5月4日8:30起，三号线永泰站停止对外服务，二、三及十四号线嘉禾望岗站停止进出站服务，仅保留站内换乘功能。5月7日17:35起，二、三及十四号线嘉禾望岗站、三号线永泰站（除B2口外）恢复正常运营服务。5月10日运营时间起，三号线机场南站恢复对外服务（后决定暂缓恢复对外服务并改在5月13日运营时间起恢复）。5月12日12:30起，二号线黄边站、三号线白云大道北站恢复对外服务。5月13日21:00起，三号线人和站恢复对外服务。5月14日10:00起，三号线及九号线高增站、永泰站B2口恢复对外服务。
8月30日，由于海珠区出现3名新冠肺炎病毒核酸检测阳性人员，8月31日，广州市交通运输主管部门对地铁2号线江南西站、市二宫站，8号线晓港站、宝岗大道站、凤凰新村站、同福西站，2号线及8号线昌岗站，8号线及广佛线沙园站，采取关闭所有出入口、停止对外运营服务措施（列车在江南西站、市二宫站、晓港站、宝岗大道站、凤凰新村站、同福西站双向不停站通过，昌岗站、沙园站仅保留站内换乘功能）（以上车站均在9月5日起恢复正常运营）。
因应花都地区爆发疫情，自2022年10月12日22时起，九号线花果山公园、花城路、广州北站这3个车站的所有出入口实行“只出不进”措施。10月13日起关闭，九号线花城路站、花果山公园站、花都广场站，广州北站恢复正常服务。10月14日12:10起，三号线人和站B口关闭。10月22日起，九号线花都广场站恢复，B口仍暂时关闭。10月24日22:49起，三号线及八号线客村站停止对外服务，仅保留站内换乘功能。10月25日起，九号线花果山公园站恢复正常运营。11:50，三号线人和站B口恢复。10月26日起，九号线花城路站恢复正常运营服务，花都广场站B口恢复。10月30日起，二号线江夏站C口恢复运营服务，A、B口封闭。10月30日20:00起，三号线大塘站、十八号线龙潭站停止对外服务。10月31日17:30起，二号线江夏站A、B口恢复正常运营服务。
11月3日起，三号线厦滘站停止对外服务。11月4日13:00起，二号线江夏站A、B口封闭。2022年11月5日起，二号线南洲、东晓南、江泰路、昌岗、江南西、市二宫站；三号线沥滘、大塘、客村、广州塔站；四号线万胜围站；八号线万胜围、琶洲、新港东、磨碟沙、赤岗、客村、鹭江、中大、晓港、昌岗、宝岗大道、沙园、凤凰新村、同福西站；十八号线磨碟沙、龙潭站；广佛线沥滘、南洲、石溪、燕岗、沙园站；APM线广州塔站停止对外服务，海珠有轨电车全线停止对外服务，其中涉及的换乘站保留站内换乘功能。期间，11月5日、6日上午6时至9时海珠区内站点正常服务，但客村站、大塘站、龙潭站仍然维持原来的停止对外服务（客村站可换乘）。11月6日起，二号线洛溪停止对外服务。11月7日起，二、三、十四号线嘉禾望岗站、十三号线双岗站、三号线大石站停止对外服务，五号线大沙东站A口封闭，其中嘉禾望岗站保留站内换乘功能。11月8日起，十三号线双岗站恢复对外运营。同日15时起，九号线花城路站停止对外服务。11月9日9时起，五号线中山八站、西场站、西村站，八号线彩虹桥站停止对外服务。11月12日起，五号线大沙东站A口恢复正常运营服务。同日13时起，二号线江夏站A、B口恢复正常运营服务。11月14日起，二号线市二宫站、江南西站，四号线万胜围站，八号线同福西站、凤凰新村站、沙园站、万胜围站，广佛线沙园站恢复正常运营服务。12时起，五号线中山八站、西场站，八号线彩虹桥站恢复正常运营服务。20时起，二号线洛溪站，三号线厦滘站恢复正常运营服务。11月15日17时起，九号线花城路站恢复正常运营服务。11月16日起，三号线大石站恢复正常运营服务。11月19日9:00起，二号线、三号线及十四号线嘉禾望岗站恢复正常运营服务。2022年11月21日运营时间起，二、三、六、八、九、十四号线（含知识城线）涉及白云区内的所有地铁站停止对外服务，其中涉及的换乘站保留站内换乘功能。24日7:31起，二号线及五号线广州火车站的D1、D2、D3、E、F、G、H出入口封闭。10:19起，九号线莲塘站C出入口封闭。2022年11月26日起，五号线西村站恢复正常运营服务，其中A、C口仍封闭；三、四、五、六、二十一号线涉及天河区内部分地铁站以及十八号线万顷沙站停止对外服务，其中，涉及的换乘站保留站内换乘功能。同日10：00起，二号线市二宫站、江南西站，八号线同福西站、凤凰新村站、沙园站，广佛线沙园站停止对外服务，其中沙园站保留站内换乘功能。11月27日10:51起，九号线莲塘站C口恢复正常运营服务。11月28日起，二、三、六、八、九、十四（含知识城线）涉及白云区域内各地铁站（除梅花园站外），海珠区八号线新港东、琶洲以及八号线及十八号线的磨碟沙站恢复正常运营服务；二、三、四、七、十八、二十二号线涉及番禺区内的地铁站（广州南站除外）停止对外服务。其中，涉及的换乘站保留站内换乘功能，八号线琶洲站往万胜围方向的列车不停站通过，C、D口封闭。11月29日7时起，五/六号线坦尾站C出入口封闭，17时恢复。20时起，西塱站G口暂时关闭。11月30日起，三号线机场北站B口封闭，9時30分恢復。16:30起，广州市内因疫情防控停止运营的地铁站和海珠有轨电车逐步恢复正常运营服务。其中，八号线琶洲站往万胜围方向的列车不停站通过，C、D口封闭。12月6日起，四/二十一号线黄村站停止对外服务，仅保留站内换乘功能。
| 轨道交通车站   | 线路                   | 暂停运营時間                                                              | 恢复运营時間                                                              |
| -------------- | ---------------------- | ------------------------------------------------------------------------- | ------------------------------------------------------------------------- |
| 南浦站         | █2号线                 | 2021年5月29日（第一次） 2022年11月28日（第二次）                          | 2021年5月31日（第一次） 2022年11月30日（第二次）                          |
| 鹤洞站         | █广佛线                | 2021年6月2日                                                              | 2021年6月24日                                                             |
| 菊树站         | █广佛线                | 2021年6月2日                                                              | 2021年6月24日                                                             |
| 东涌站         | █4号线                 | 2021年6月5日 14时                                                         | 2021年6月5日 18时                                                         |
| 庆盛站         | █4号线                 | 2021年6月5日 14时                                                         | 2021年6月5日 18时                                                         |
| 黄阁汽车城站   | █4号线                 | 2021年6月5日 14时                                                         | 2021年6月5日 18时                                                         |
| 黄阁站         | █4号线                 | 2021年6月5日 14时                                                         | 2021年6月5日 18时                                                         |
| 蕉门站         | █4号线                 | 2021年6月5日 14时                                                         | 2021年6月5日 18时                                                         |
| 金洲站         | █4号线                 | 2021年6月5日 14时                                                         | 2021年6月5日 18时                                                         |
| 飞沙角站       | █4号线                 | 2021年6月5日 14时                                                         | 2021年6月5日 18时                                                         |
| 广隆站         | █4号线                 | 2021年6月5日 14时                                                         | 2021年6月5日 18时                                                         |
| 大涌站         | █4号线                 | 2021年6月5日 14时                                                         | 2021年6月5日 18时                                                         |
| 塘坑站         | █4号线                 | 2021年6月5日 14时                                                         | 2021年6月5日 18时                                                         |
| 南横站         | █4号线                 | 2021年6月5日 14时                                                         | 2021年6月5日 18时                                                         |
| 南沙客运港站   | █4号线                 | 2021年6月5日 14时                                                         | 2021年6月5日 18时                                                         |
| 坑口站         | █1号线                 | 2021年6月7日                                                              | 2021年6月24日                                                             |
| 花地湾站       | █1号线                 | 2021年6月7日                                                              | 2021年6月24日                                                             |
| 芳村站         | █1号线                 | 2021年6月7日                                                              | 2021年6月24日                                                             |
| 滘口站         | █5号线                 | 2021年6月7日                                                              | 2021年6月24日                                                             |
| 西塱站         | █1号线 █广佛线         | 2021年6月7日                                                              | 2021年6月24日                                                             |
| 龙溪站         | █广佛线                | 2021年6月7日                                                              | 2021年6月24日                                                             |
| 沙涌站         | █广佛线                | 2021年6月7日                                                              | 2021年6月24日                                                             |
| 小坪站         | █8号线                 | 2021年12月4日（第一次） 2022年4月9日（第二次） 2022年11月21日（第三次）   | 2021年12月6日（第一次） 2022年4月23日（第二次） 2022年11月28日（第三次）  |
| 石潭站         | █8号线                 | 2021年12月4日（第一次） 2022年4月9日（第二次） 2022年11月21日（第三次）   | 2021年12月6日（第一次） 2022年4月23日（第二次） 2022年11月28日（第三次）  |
| 大石站         | █3号线                 | 2022年2月6日（第一次） 2022年11月7日（第二次） 2022年11月28日（第三次）   | 2022年2月10日（第一次） 2022年11月16日（第二次） 2022年11月30日（第三次） |
| 聚龙站         | █8号线                 | 2022年4月9日（第一次） 2022年11月21日（第二次）                           | 2022年4月23日（第一次） 2022年11月28日（第二次）                          |
| 上步站         | █8号线                 | 2022年4月9日（第一次） 2022年11月21日（第二次）                           | 2022年4月23日（第一次） 2022年11月28日（第二次）                          |
| 三元里站       | █2号线                 | 2022年4月9日（第一次） 2022年11月21日（第二次）                           | 2022年4月20日（第一次） 2022年11月28日（第二次）                          |
| 飞翔公园站     | █2号线                 | 2022年4月9日（第一次） 2022年11月21日（第二次）                           | 2022年4月18日（第一次） 2022年11月28日（第二次）                          |
| 白云公园站     | █2号线                 | 2022年4月9日（第一次） 2022年11月21日（第二次）                           | 2022年4月18日（第一次） 2022年11月28日（第二次）                          |
| 白云文化广场站 | █2号线                 | 2022年4月9日（第一次） 2022年11月21日（第二次）                           | 2022年4月18日（第一次） 2022年11月28日（第二次）                          |
| 江夏站         | █2号线                 | 2022年4月11日（第一次） 2022年11月21日（第二次）                          | 2022年4月24日（第一次） 2022年11月28日（第二次）                          |
| 南洲站         | █2号线 █广佛线         | 2022年4月12日（第一次） 2022年11月5日（第二次）                           | 2022年4月18日（第一次） 2022年11月30日（第二次）                          |
| 瀝滘站         | █3号线 █广佛线         | 2022年4月12日（第一次） 2022年11月5日（第二次）                           | 2022年4月18日（第一次） 2022年11月30日（第二次）                          |
| 大塘站         | █3号线                 | 2022年4月12日（第一次） 2022年10月30日（第二次）                          | 2022年4月12日（第一次） 2022年11月30日（第二次）                          |
| 人和站         | █3号线                 | 2022年4月13日（第一次） 2022年4月28日（第二次） 2022年11月21日（第三次）  | 2022年4月24日（第一次） 2022年5月13日（第二次） 2022年11月28日（第三次）  |
| 石井站         | █8号线                 | 2022年4月13日（第一次） 2022年11月21日（第二次）                          | 2022年4月23日（第一次） 2022年11月28日（第二次）                          |
| 鹅掌坦站       | █8号线                 | 2022年4月15日（第一次） 2022年11月21日（第二次）                          | 2022年4月23日（第一次） 2022年11月28日（第二次）                          |
| 同德站         | █8号线                 | 2022年4月15日（第一次） 2022年11月21日（第二次）                          | 2022年4月25日（第一次） 2022年11月28日（第二次）                          |
| 機場南站       | █3号线                 | 2022年4月28日6时31分 （第一次） 2022年5月2日（第二次）                    | 2022年4月28日15时10分 （第一次） 2022年5月13日（第二次）                  |
| 高增站         | █3号线 █9号线          | 2022年4月28日（第一次） 2022年11月21日（第二次）                          | 2022年5月14日（第一次） 2022年11月28日（第二次）                          |
| 黃邊站         | █2号线                 | 2022年5月2日（第一次） 2022年11月21日（第二次）                           | 2022年5月12日（第一次） 2022年11月28日（第二次）                          |
| 白雲大道北站   | █3号线                 | 2022年5月2日（第一次） 2022年11月21日（第二次）                           | 2022年5月12日（第一次） 2022年11月28日（第二次）                          |
| 永泰站         | █3号线                 | 2022年5月3日（第一次） 2022年11月21日（第二次）                           | 2022年5月7日（第一次） 2022年11月28日（第二次）                           |
| 嘉禾望崗站     | █2号线 █3号线 █14号线  | 2022年5月3日（第一次） 2022年11月7日（第二次） 2022年11月21日（第三次）   | 2022年5月7日（第一次） 2022年11月19日（第二次） 2022年11月28日（第三次）  |
| 機場北站       | █3号线                 | 2022年5月7日                                                              | 2022年5月8日                                                              |
| 市二宮站       | █2号线                 | 2022年8月31日（第一次） 2022年11月5日（第二次） 2022年11月26日 （第三次） | 2022年9月5日（第一次） 2022年11月14日（第二次） 2022年11月30日（第三次）  |
| 江南西站       | █2号线                 | 2022年8月31日（第一次） 2022年11月5日（第二次） 2022年11月26日 （第三次） | 2022年9月5日（第一次） 2022年11月14日（第二次） 2022年11月30日（第三次）  |
| 沙園站         | █8号线 █广佛线         | 2022年8月31日（第一次） 2022年11月5日（第二次） 2022年11月26日 （第三次） | 2022年9月5日（第一次） 2022年11月14日（第二次） 2022年11月30日（第三次）  |
| 同福西站       | █8号线                 | 2022年8月31日（第一次） 2022年11月5日（第二次） 2022年11月26日 （第三次） | 2022年9月5日（第一次） 2022年11月14日（第二次） 2022年11月30日（第三次）  |
| 鳳凰新村站     | █8号线                 | 2022年8月31日（第一次） 2022年11月5日（第二次） 2022年11月26日 （第三次） | 2022年9月5日（第一次） 2022年11月14日（第二次） 2022年11月30日（第三次）  |
| 寶崗大道站     | █8号线                 | 2022年8月31日（第一次） 2022年11月5日（第二次）                           | 2022年9月5日（第一次） 2022年11月30日（第二次）                           |
| 曉港站         | █8号线                 | 2022年8月31日（第一次） 2022年11月5日（第二次）                           | 2022年9月5日（第一次） 2022年11月30日（第二次）                           |
| 昌崗站         | █2号线 █8号线          | 2022年8月31日（第一次） 2022年11月5日（第二次）                           | 2022年9月5日（第一次） 2022年11月30日（第二次）                           |
| 花城路站       | █9号线                 | 2022年10月13日（第一次） 2022年11月8日（第二次）                          | 2022年10月26日（第一次） 2022年11月15日（第二次）                         |
| 花果山公园站   | █9号线                 | 2022年10月13日                                                            | 2022年10月25日                                                            |
| 花都广场站     | █9号线                 | 2022年10月13日                                                            | 2022年10月22日                                                            |
| 客村站         | █3号线 █8号线          | 2022年10月24日                                                            | 2022年11月30日                                                            |
| 龙潭站         | █18号线                | 2022年10月30日                                                            | 2022年11月30日                                                            |
| 廈滘站         | █3号线                 | 2022年11月3日（第一次） 2022年11月28日（第二次）                          | 2022年11月14日（第一次） 2022年11月30日（第二次）                         |
| 江泰路站       | █2号线                 | 2022年11月5日                                                             | 2022年11月30日                                                            |
| 东晓南站       | █2号线                 | 2022年11月5日                                                             | 2022年11月30日                                                            |
| 广州塔站       | █3号线 █APM线          | 2022年11月5日                                                             | 2022年11月30日                                                            |
| 中大站         | █8号线                 | 2022年11月5日                                                             | 2022年11月30日                                                            |
| 鹭江站         | █8号线                 | 2022年11月5日                                                             | 2022年11月30日                                                            |
| 赤岗站         | █8号线                 | 2022年11月5日                                                             | 2022年11月30日                                                            |
| 燕岗站         | █广佛线                | 2022年11月5日                                                             | 2022年11月30日                                                            |
| 石溪站         | █广佛线                | 2022年11月5日                                                             | 2022年11月30日                                                            |
| 广州塔站       | █海珠有轨1号线         | 2022年11月5日                                                             | 2022年11月30日                                                            |
| 广州塔东站     | █海珠有轨1号线         | 2022年11月5日                                                             | 2022年11月30日                                                            |
| 獵德大橋南站   | █海珠有轨1号线         | 2022年11月5日                                                             | 2022年11月30日                                                            |
| 琶醍站         | █海珠有轨1号线         | 2022年11月5日                                                             | 2022年11月30日                                                            |
| 南风站         | █海珠有轨1号线         | 2022年11月5日                                                             | 2022年11月30日                                                            |
| 会展西站       | █海珠有轨1号线         | 2022年11月5日                                                             | 2022年11月30日                                                            |
| 会展中站       | █海珠有轨1号线         | 2022年11月5日                                                             | 2022年11月30日                                                            |
| 会展东站       | █海珠有轨1号线         | 2022年11月5日                                                             | 2022年11月30日                                                            |
| 琶洲大桥南站   | █海珠有轨1号线         | 2022年11月5日                                                             | 2022年11月30日                                                            |
| 琶洲塔站       | █海珠有轨1号线         | 2022年11月5日                                                             | 2022年11月30日                                                            |
| 万胜围站       | █海珠有轨1号线         | 2022年11月5日                                                             | 2022年11月30日                                                            |
| 琶洲站         | █8号线                 | 2022年11月5日                                                             | 2022年11月28日（往滘心） 2022年12月15日（往万胜围）                       |
| 新港东站       | █8号线                 | 2022年11月5日                                                             | 2022年11月28日                                                            |
| 磨碟沙站       | █8号线 █18号线         | 2022年11月5日                                                             | 2022年11月28日                                                            |
| 万胜围站       | █4号线 █8号线          | 2022年11月5日                                                             | 2022年11月14日                                                            |
| 洛溪站         | █2号线                 | 2022年11月6日（第一次） 2022年11月28日（第二次）                          | 2022年11月14日（第一次） 2022年11月30日（第二次）                         |
| 双岗站         | █13号线                | 2022年11月7日                                                             | 2022年11月8日                                                             |
| 西村站         | █5号线                 | 2022年11月9日                                                             | 2022年11月26日                                                            |
| 西场站         | █5号线                 | 2022年11月9日                                                             | 2022年11月26日                                                            |
| 中山八站       | █5号线                 | 2022年11月9日                                                             | 2022年11月26日                                                            |
| 彩虹桥站       | █8号线                 | 2022年11月9日                                                             | 2022年11月26日                                                            |
| 滘心站         | █8号线                 | 2022年11月21日                                                            | 2022年11月28日                                                            |
| 亭岗站         | █8号线                 | 2022年11月21日                                                            | 2022年11月28日                                                            |
| 萧岗站         | █2号线                 | 2022年11月21日                                                            | 2022年11月28日                                                            |
| 龙归站         | █3号线                 | 2022年11月21日                                                            | 2022年11月28日                                                            |
| 同和站         | █3号线                 | 2022年11月21日                                                            | 2022年11月28日                                                            |
| 京溪南方医院站 | █3号线                 | 2022年11月21日                                                            | 2022年11月28日                                                            |
| 浔峰岗站       | █6号线                 | 2022年11月21日                                                            | 2022年11月28日                                                            |
| 横沙站         | █6号线                 | 2022年11月21日                                                            | 2022年11月28日                                                            |
| 沙贝站         | █6号线                 | 2022年11月21日                                                            | 2022年11月28日                                                            |
| 白云东平站     | █14号线                | 2022年11月21日                                                            | 2022年11月28日                                                            |
| 夏良站         | █14号线                | 2022年11月21日                                                            | 2022年11月28日                                                            |
| 太和站         | █14号线                | 2022年11月21日                                                            | 2022年11月28日                                                            |
| 竹料站         | █14号线                | 2022年11月21日                                                            | 2022年11月28日                                                            |
| 钟落潭站       | █14号线                | 2022年11月21日                                                            | 2022年11月28日                                                            |
| 马沥站         | █14号线                | 2022年11月21日                                                            | 2022年11月28日                                                            |
| 新和站         | █14号线                | 2022年11月21日                                                            | 2022年11月28日                                                            |
| 梅花园站       | █3号线                 | 2022年11月21日                                                            | 2022年11月30日                                                            |
| 五山站         | █3号线                 | 2022年11月26日                                                            | 2022年11月30日                                                            |
| 燕塘站         | █3号线 █6号线          | 2022年11月26日                                                            | 2022年11月30日                                                            |
| 天河客运站     | █3号线 █6号线          | 2022年11月26日                                                            | 2022年11月30日                                                            |
| 车陂站         | █4号线                 | 2022年11月26日                                                            | 2022年11月30日                                                            |
| 车陂南站       | █4号线 █5号线          | 2022年11月26日                                                            | 2022年11月30日                                                            |
| 科韵路站       | █5号线                 | 2022年11月26日                                                            | 2022年11月30日                                                            |
| 东圃站         | █5号线                 | 2022年11月26日                                                            | 2022年11月30日                                                            |
| 三溪站         | █5号线                 | 2022年11月26日                                                            | 2022年11月30日                                                            |
| 员村站         | █5号线 █21号线         | 2022年11月26日                                                            | 2022年11月30日                                                            |
| 沙河顶站       | █6号线                 | 2022年11月26日                                                            | 2022年11月30日                                                            |
| 天平架站       | █6号线                 | 2022年11月26日                                                            | 2022年11月30日                                                            |
| 长湴站         | █6号线                 | 2022年11月26日                                                            | 2022年11月30日                                                            |
| 植物园站       | █6号线                 | 2022年11月26日                                                            | 2022年11月30日                                                            |
| 龙洞站         | █6号线                 | 2022年11月26日                                                            | 2022年11月30日                                                            |
| 柯木塱站       | █6号线                 | 2022年11月26日                                                            | 2022年11月30日                                                            |
| 高塘石站       | █6号线                 | 2022年11月26日                                                            | 2022年11月30日                                                            |
| 万顷沙站       | █18号线                | 2022年11月26日                                                            | 2022年11月30日                                                            |
| 天河公园站     | █21号线                | 2022年11月26日                                                            | 2022年11月30日                                                            |
| 棠东站         | █21号线                | 2022年11月26日                                                            | 2022年11月30日                                                            |
| 大观南路站     | █21号线                | 2022年11月26日                                                            | 2022年11月30日                                                            |
| 天河智慧城站   | █21号线                | 2022年11月26日                                                            | 2022年11月30日                                                            |
| 黄村站         | █4号线 █21号线         | 2022年11月26日（第一次） 2022年12月6日（第二次）                          | 2022年11月30日（第一次） 2022年12月8日（第二次）                          |
| 会江站         | █2号线                 | 2022年11月28日                                                            | 2022年11月30日                                                            |
| 石壁站         | █2号线 █7号线          | 2022年11月28日                                                            | 2022年11月30日                                                            |
| 市桥站         | █3号线                 | 2022年11月28日                                                            | 2022年11月30日                                                            |
| 汉溪长隆站     | █3号线 █7号线          | 2022年11月28日                                                            | 2022年11月30日                                                            |
| 番禺广场站     | █3号线 █18号线 █22号线 | 2022年11月28日                                                            | 2022年11月30日                                                            |
| 大学城北站     | █4号线                 | 2022年11月28日                                                            | 2022年11月30日                                                            |
| 新造站         | █4号线                 | 2022年11月28日                                                            | 2022年11月30日                                                            |
| 石碁站         | █4号线                 | 2022年11月28日                                                            | 2022年11月30日                                                            |
| 海傍站         | █4号线                 | 2022年11月28日                                                            | 2022年11月30日                                                            |
| 低涌站         | █4号线                 | 2022年11月28日                                                            | 2022年11月30日                                                            |
| 大学城南站     | █4号线 █7号线          | 2022年11月28日                                                            | 2022年11月30日                                                            |
| 大洲站         | █7号线                 | 2022年11月28日                                                            | 2022年11月30日                                                            |
| 谢村站         | █7号线                 | 2022年11月28日                                                            | 2022年11月30日                                                            |
| 钟村站         | █7号线                 | 2022年11月28日                                                            | 2022年11月30日                                                            |
| 员岗站         | █7号线                 | 2022年11月28日                                                            | 2022年11月30日                                                            |
| 板桥站         | █7号线                 | 2022年11月28日                                                            | 2022年11月30日                                                            |
| 南村万博站     | █7号线 █18号线         | 2022年11月28日                                                            | 2022年11月30日                                                            |
| 沙溪站         | █18号线                | 2022年11月28日                                                            | 2022年11月30日                                                            |
| 市广路站       | █22号线                | 2022年11月28日                                                            | 2022年11月30日                                                            |
| 陈头岗站       | █22号线                | 2022年11月28日                                                            | 2022年11月30日                                                            |
| 海珠广场站     | █2号线 █6号线          | 2022年11月28日 21时                                                       | 2022年11月29日                                                            |
| 东山口站       | █1号线 █6号线          | 2022年12月3日 19时                                                        | 2022年12月4日                                                             |

### 城際鐵路
自5月7日9:00起，广州东环城际白云机场北站停止对外服务，但保留内部地铁与城际换乘功能。此措施于5月8日起取消。
| 轨道交通车站 | 线路         | 暂停运营時間   | 恢复运营時間   |
| ------------ | ------------ | -------------- | -------------- |
| 白云机场北站 | 廣州東環城際 | 2022年5月7日   | 2022年5月8日   |
| 花山鎮站     | 廣州東環城際 | 2022年10月23日 | 2022年10月31日 |

## 东莞市
2022年3月14日，东莞市新型冠状病毒肺炎疫情防控指挥部办公室发布《关于做好全市多轮核酸检测工作的通告》，通告明确全市地铁暂时停运。东莞地铁2号线已在3月18日恢复正常运营。
| 轨道交通车站 | 线路    | 暂停运营時間  | 恢复运营時間  |
| ------------ | ------- | ------------- | ------------- |
| 东莞火车站   | █ 2号线 | 2022年3月14日 | 2022年3月18日 |
| 茶山站       | █ 2号线 | 2022年3月14日 | 2022年3月18日 |
| 榴花公园站   | █ 2号线 | 2022年3月14日 | 2022年3月18日 |
| 下桥站       | █ 2号线 | 2022年3月14日 | 2022年3月18日 |
| 天宝站       | █ 2号线 | 2022年3月14日 | 2022年3月18日 |
| 东城站       | █ 2号线 | 2022年3月14日 | 2022年3月18日 |
| 旗峰公园站   | █ 2号线 | 2022年3月14日 | 2022年3月18日 |
| 鸿福路站     | █ 2号线 | 2022年3月14日 | 2022年3月18日 |
| 西平站       | █ 2号线 | 2022年3月14日 | 2022年3月18日 |
| 蛤地站       | █ 2号线 | 2022年3月14日 | 2022年3月18日 |
| 陈屋站       | █ 2号线 | 2022年3月14日 | 2022年3月18日 |
| 寮厦站       | █ 2号线 | 2022年3月14日 | 2022年3月18日 |
| 珊美站       | █ 2号线 | 2022年3月14日 | 2022年3月18日 |
| 展览中心站   | █ 2号线 | 2022年3月14日 | 2022年3月18日 |
| 虎门火车站   | █ 2号线 | 2022年3月14日 | 2022年3月18日 |

## 佛山市
2020年2月2日，佛山市高明区新型冠状病毒感染的肺炎疫情防控指挥部发布第2号公告，要求停运高明区现代有轨电车示范线。5月28日，高明有轨电车恢复运营。11月30日19:39起，七号线西延段陈村北、陈村、锦龙、南涌、美的、北滘公园、美的大道等佛山域内车站恢复正常运营服务。
| 轨道交通车站 | 线路          | 暂停运营日期   | 恢复运营日期   |
| ------------ | ------------- | -------------- | -------------- |
| 沧江路站     | 高明有轨1号线 | 2020年2月2日   | 2020年5月28日  |
| 跃华路站     | 高明有轨1号线 | 2020年2月2日   | 2020年5月28日  |
| 怡乐路站     | 高明有轨1号线 | 2020年2月2日   | 2020年5月28日  |
| 荷城站       | 高明有轨1号线 | 2020年2月2日   | 2020年5月28日  |
| 文化中心站   | 高明有轨1号线 | 2020年2月2日   | 2020年5月28日  |
| 明湖公园站   | 高明有轨1号线 | 2020年2月2日   | 2020年5月28日  |
| 新江路站     | 高明有轨1号线 | 2020年2月2日   | 2020年5月28日  |
| 体育中心站   | 高明有轨1号线 | 2020年2月2日   | 2020年5月28日  |
| 阮埇站       | 高明有轨1号线 | 2020年2月2日   | 2020年5月28日  |
| 智湖站       | 高明有轨1号线 | 2020年2月2日   | 2020年5月28日  |
| 美的大道站   | █广州7号线    | 2022年11月28日 | 2022年11月30日 |
| 北滘公园站   | █广州7号线    | 2022年11月28日 | 2022年11月30日 |
| 美的站       | █广州7号线    | 2022年11月28日 | 2022年11月30日 |
| 南涌站       | █广州7号线    | 2022年11月28日 | 2022年11月30日 |
| 锦龙站       | █广州7号线    | 2022年11月28日 | 2022年11月30日 |
| 陈村站       | █广州7号线    | 2022年11月28日 | 2022年11月30日 |
| 陈村北站     | █广州7号线    | 2022年11月28日 | 2022年11月30日 |

## 珠海市
2020年1月25日，珠海有轨电车暂停营运服务。3月20日，恢复运营服务。2021年1月22日，珠海有轨电车宣布因“加強新冠疫情防控、消除安全隱患、開展安全檢查”而再度停运，运力由沿线公交优化补充。
| 轨道交通车站         | 线路    | 暂停运营日期  | 恢复运营日期  |
| -------------------- | ------- | ------------- | ------------- |
| 上冲小镇站           | █ 1号线 | 2020年1月25日 | 2020年3月20日 |
| 恒雅名园站           | █ 1号线 | 2020年1月25日 | 2020年3月20日 |
| 蓝盾路口站           | █ 1号线 | 2020年1月25日 | 2020年3月20日 |
| 珠海一中站           | █ 1号线 | 2020年1月25日 | 2020年3月20日 |
| 梅华中站             | █ 1号线 | 2020年1月25日 | 2020年3月20日 |
| 香山驿站站           | █ 1号线 | 2020年1月25日 | 2020年3月20日 |
| 迎宾北路站           | █ 1号线 | 2020年1月25日 | 2020年3月20日 |
| 古元美术馆站         | █ 1号线 | 2020年1月25日 | 2020年3月20日 |
| 兴业路口站           | █ 1号线 | 2020年1月25日 | 2020年3月20日 |
| 大镜山站             | █ 1号线 | 2020年1月25日 | 2020年3月20日 |
| 梅华东站             | █ 1号线 | 2020年1月25日 | 2020年3月20日 |
| 华子石东站           | █ 1号线 | 2020年1月25日 | 2020年3月20日 |
| 中大五院站           | █ 1号线 | 2020年1月25日 | 2020年3月20日 |
| 水拥坑（海天公园）站 | █ 1号线 | 2020年1月25日 | 2020年3月20日 |